# Misión Jarring

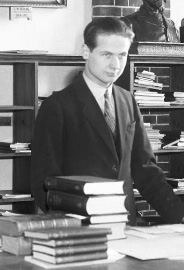
Gunnar Jarring

La Misión Jarring fue un intento por parte del diplomático sueco Gunnar Jarring de conseguir un acuerdo de paz para el conflicto árabe-israelí después de la Guerra de los Seis Días de 1967. El 23 de noviembre de 1967, el Secretario General de la ONU, U Thant, nombró a Jarring como su Enviado Especial para Oriente Medio bajo los términos de la resolución 242 del Consejo de Seguridad, con el objetivo de negociar la implementación de dicha resolución.

## Historia

### Contexto
El 5 de junio de 1967, Israel lanzó un devastador ataque contra los aeródromos egipcios, dando comienzo a la Guerra de los Seis Días. Los Estados aliados de Egipto, Siria y Jordania, respondieron a la llamada de Egipto, pero en tan solo seis días de combates Israel conquistó y ocupó militarmente la península del Sinaí y la Franja de Gaza a Egipto, Cisjordania y Jerusalén Este a Jordania y los Altos del Golán a Siria. Unos meses más tarde, el 22 de noviembre de 1967, el Consejo de Seguridad de la ONU aprobó la resolución 242, que recordaba la "inadmisibilidad de la adquisición de territorio por medio de la guerra" y "la necesidad de trabajar por una paz justa y duradera, en la que todos los Estados de la zona puedan vivir con seguridad". La resolución exigía el "retiro de las fuerzas armadas israelíes de los territorios que ocuparon durante el reciente conflicto" y la "terminación de todas las situaciones de beligerancia o alegaciones de su existencia, y respeto y reconocimiento de la soberanía, integridad territorial e independencia política de todos los Estados de la zona y de su derecho a vivir en paz dentro de fronteras seguras y reconocidas y libres de amenazas o actos de fuerza". A fin de prosperar en la implementación de esta resolución, la ONU nombró al embajador sueco en la Unión Soviética, Gunnar Jarring, enviado especial para Oriente Medio.

### La Misión Jarring

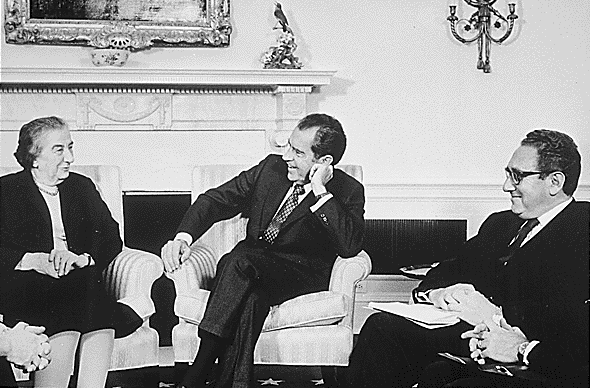
El presidente de los Estados Unidos Richard Nixon y la Primera Ministra israelí Golda Meir en una reunión que tuvo lugar el 1 de marzo de 1973 en el Despacho Oval. El Consejero de Seguridad Nacional Henry Kissinger aparece a la derecha de Nixon.

Los gobiernos de Israel, Egipto, Jordania y Líbano reconocieron el nombramiento de Jarring y estuvieron de acuerdo con colaborar en su labor diplomática, si bien diferían en una serie de puntos clave sobre cómo interpretar la resolución. Abba Eban, ministro de Asuntos Exteriores israelí, informó a Jarring de que Israel aceptaba formalmente la resolución 242. El gobierno de Siria rechazó la misión de Jarring sobre la base de que una retirada total israelí era un requisito previo a cualquier tipo de negociación. Después de haberla denunciado en 1967, Siria acabó por aceptar “condicionalmente” la resolución 242 en marzo de 1972. 
Las conversaciones de Jarring con las distintas partes se alargaron durante años y quedaron prácticamente paralizadas con el comienzo de la Guerra de Desgaste entre Egipto e Israel. Sin embargo, el 7 de agosto de 1970 se acordó un alto el fuego y el reinicio de la misión Jarring, algo a lo que Israel se negó poco después debido a un incumplimiento de la tregua por parte de Egipto. Hasta finales de diciembre no aceptó Israel volver a la mesa de negociaciones de Jarring, quien ya se mostraba poco esperanzado debido al convencimiento de que ambas partes se encontraban demasiado aferradas a sus posiciones como para que su misión prosperara.
El informe de Jarring se presentó públicamente el 4 de enero de 1971. El 8 de febrero, Jarring envió a los gobiernos egipcio e israelí su plan detallado para un tratado de paz egipcio-israelí, que básicamente estipulaba que Egipto debía firmar un tratado de paz con Israel a cambio de que este se retirase a la antigua frontera internacional egipcio-palestina. Egipto respondió el 15 de febrero señalando que "Egipto está dispuesto a iniciar negociaciones para un acuerdo de paz con Israel que contenga todas las obligaciones anteriormente mencionadas estipuladas en la resolución 242 del Consejo de Seguridad". Además, Egipto realizó una serie de peticiones adicionales, incluida la “retirada de las fuerzas armadas israelíes de todos los territorios ocupados desde el 5 de junio de 1967”, la resolución del problema de los refugiados palestinos y el establecimiento de una fuerza internacional para el mantenimiento de la paz. La respuesta egipcia supuso un gran avance, dado que se trataba de la primera vez que un gobierno egipcio se mostraba dispuesto a firmar un tratado de paz con Israel. Israel respondió a la propuesta de Jarring el 26 de febrero, afirmando que veía “favorablemente las declaraciones de la RAU (el nombre oficial de Egipto en aquel momento era República Árabe Unida) de su disposición a establecer un acuerdo de paz con Israel y reitera que está preparada para negociaciones significativas en todos los aspectos clave para un acuerdo de paz entre los dos países”. Sin embargo, la retirada de las fuerzas israelíes a las fronteras internacionales no era del agrado del gobierno israelí, y Abba Eban propuso una fórmula más ambigua: "la retirada de las Fuerzas Armadas Israelíes de la línea de alto el fuego con Egipto a fronteras acordadas, seguras y reconocidas, que serán establecidas en el acuerdo de paz". Sin embargo, el gobierno israelí se negó a adoptar la postura conciliatoria de Eban y añadió a su postura una nota breve que decía: "Israel no se retirará a las líneas anteriores al 5 de junio de 1967". Otra declaración oficial del gobierno israelí decía que “como condición de paz, Egipto querría que Israel restaurase su antigua vulnerabilidad territorial, algo que Israel nunca hará”. 
Gunnar Jarring consideró insatisfactoria la respuesta israelí. Según su propuesta, Egipto debía comprometerse a alcanzar un acuerdo de paz con Israel, algo a lo que este país había accedido, e Israel debía retirarse a las fronteras internacionales, cosa que Israel se negó rotundamente a hacer. Algunos funcionarios israelíes culparon al propio Jarring del fracaso de la misión.
El 28 de febrero de 1973, durante una visita a Washington, la primera ministra de Israel, Golda Meir, se mostró de acuerdo con la propuesta de paz del entonces Consejero de Seguridad Nacional Henry Kissinger, que se basaba en el concepto “seguridad por soberanía” según el cual Israel aceptaría la soberanía egipcia sobre toda la península del Sinaí mientras que Egipto aceptaría la presencia israelí en algunas posiciones estratégicas de dicha península. Las conversaciones de paz continuaron bajo los auspicios de Jarring hasta bien entrado 1973, pero no llegaron a dar frutos. Después de la guerra del Yom Kippur, la Misión Jarring fue sustituida por conferencias de paz tanto bilaterales como multilaterales. 
El punto muerto al que llegó la Misión Jarring parece estar relacionado con las diferentes interpretaciones que se dieron a la resolución 242 del Consejo de Seguridad de las Naciones Unidas. Israel insistió en que los esfuerzos negociadores debían llevarse a cabo con el objetivo de establecer negociaciones de paz directas entre Israel y los distintos Estados árabes, reiterando que no se contemplarían concesiones territoriales sin la perspectiva de una paz duradera. Los Estados árabes y la Unión Soviética mantenían que no habría negociaciones directas con Israel (de acuerdo con lo establecido en la Resolución de Jartum) y que la retirada israelí era una condición previa a cualquier tipo de negociación. 
Cuando Jarring fue nombrado, su cargo era el de embajador sueco ante la Unión Soviética, puesto que mantuvo durante toda su misión. Algunos críticos han apuntado que Jarring se enfrentaba a un difícil conflicto de intereses, ya que tenía que mantener sus deberes como embajador sueco ante la Unión Soviética mientras que intentaba facilitar unas conversaciones en las que la Unión Soviética tenía sus propios intereses. Otro problema de la misión Jarring fue que no estableció ningún contacto con delegaciones palestinas, dado que solo intervino con Estados miembros de las Naciones Unidas.

## Opiniones
Norman Finkelstein escribe que la respuesta de Egipto fue “interpretada unánimemente como una respuesta afirmativa al plan de Jarring, afirmando explícitamente su disposición” a establecer un acuerdo de paz con Israel. El rechazo por parte de Israel a acordar una retirada completa hizo, desde el punto de vista de Finkelstein, que un acuerdo diplomático fuese imposible y que la guerra acabase resultando inevitable.
Por su parte, el historiador israelí Avi Shlaim afirma que la postura israelí con respecto a la misión Jarring "se basó en mantener a Jarring permanentemente ocupado con documentos y propuestas de los que tenía que obtener las respuestas de los árabes. El objetivo era mantener su misión activa y evitar que el asunto volviera a las Naciones Unidas, donde Israel podría ser acusado del fracaso de la misión".
Un estudio sin publicar del que se informó en 2010 defendía que la Misión Jarring allanó el camino de las futuras negociaciones de paz y que, de esta manera, fue más importante de lo que generalmente se cree.